# Бильс, Яков Валентинович
Яков (Иов) Валентинович Бильс (нем. Byls) — русский военачальник второй половины XVII века, генерал-майор русской службы.

## Биография
Его дед Петр (Питер) Бильс приехал в Россию из Голландии около 1615 года и в 1615-33 годах был придворным доктором царя Михаила Фёдоровича. Его сын Валентин также пошел по врачебной стезе и имел собственную медицинскую практику в Москве.
Сын Валентина Яков (Иов) родился в России, был крещён в православие и в 40-х годах XVII века вместе с братом Денисом поступил на военную службу прапорщиком в Олонецкий жилой солдатский полк А. Гамильтона. К 1657 году был уже подполковником рейтарского строя, а в 1660 году — полковник 2-го Новогородского рейтарского полка.
В 1661 году попал в плен под Кушликовыми горами, но вскоре был обменян и вернулся на царскую службу. К 1677 году — генерал-майор рейтарского строя, в 1679 году собрал под своим командованием три полка в составе Новгородского разряда: копейный, Новгородский и Луцкий рейтарские, с которыми участвовал в войне с Османской империей.
С начала 80-х годов командовал рейтарским и солдатским полками в Белгородском разряде. Во время Крымского похода 1687 года служил в тыловом воеводском полку М. А. Голицына, прикрывавшем Белгородскую черту, в должности «товарища» (заместителя) воеводы.
Трое его сыновей также сделали военную карьеру и дослужились до чинов полковников в армии Петра I.